# Liste der Könige über die Färöer

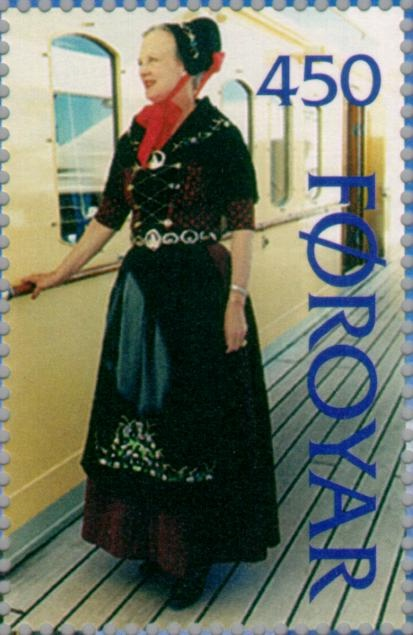
Margreta II. (Margrete II.) in färöischer Tracht.

Die Liste der Könige über die Färöer setzt sich zusammen aus der Liste der norwegischen Könige und später der dänischen Könige. Allgemein wird gesagt, dass die Färöer mit dem Ende der Wikingerzeit 1035 unter Leivur Øssursson ein norwegisches Lehen wurden. Bis zur Auflösung der dänisch-norwegischen Personalunion nach dem Kieler Frieden von 1814 ist diese Liste identisch mit der norwegischen Königsreihe. Ab der Personalunion 1380 bis heute ist sie identisch mit der dänischen Königsreihe.
Angegeben sind die färöischen Namen und diejenigen Könige, die im Falle von Doppelregentschaften und Bürgerkriegen für die Färöer Relevanz hatten, soweit das heute noch nachweisbar ist.

## Königreich Norwegen

### Hárfagraættin
Das Geschlecht von Harald Schönhaar (reg. ca. 870–933):
| Name                                                                                         | Herrschaft |
| -------------------------------------------------------------------------------------------- | ---------- |
| Magnus I. (Ólavsson) Góði der Gute                                                           | 1035–1047  |
| Haraldur III. (Sjúrðarson) Harðráði der Harte                                                | 1047–1066  |
| Magnus II. Haraldsson                                                                        | 1066–1069  |
| Ólavur III. (Haraldsson) Kyrri der Stille                                                    | 1067–1093  |
| Magnus III. (Ólavsson) Berføtti Barfuß                                                       | 1093–1103  |
| Oystein I. Magnusson                                                                         | 1103–1123  |
| Sjúrður I. (Magnusson) Jorsalfari Jerusalemfahrer                                            | 1103–1130  |
| Magnus IV. (Sjúrðarson) Blindi der Blinde                                                    | 1130–1135  |
| Haraldur IV. (Magnusson) Gilli der Diener (möglicherweise von Gilla Crist, „Diener Christi“) | 1130–1136  |
| Sjúrður II. Munn                                                                             | 1136–1155  |
| Ingi I. (Haraldsson) Krókryggur der Bucklige                                                 | 1136–1161  |
| Oystein II. Haraldsson                                                                       | 1142–1157  |
| Hákun II. (Sjúrðarson) Herðabreiði der Breitschultrige                                       | 1157–1162  |
| Magnus V. Erlingsson                                                                         | 1161–1184  |

### Sverrisættin
Das Geschlecht von Sverre, der in Kirkjubøur auf den Färöern aufwuchs (reg. 1177–1202):
| Name                                                      | Herrschaft |
| --------------------------------------------------------- | ---------- |
| Sverri Sjúrðarson                                         | 1177–1202  |
| Hákun III. Sverrisson                                     | 1202–1204  |
| Ingi II. Bárðarson (Birkebeinerkönig)                     | 1205–1217  |
| Hákun IV. Hákunarson der Alte                             | 1217–1263  |
| Magnus VI. (Hákunarson) Lógbøtari der Gesetzesverbesserer | 1263–1280  |
| Eirikur II. Magnusson                                     | 1280–1299  |
| Hákun V. Magnusson                                        | 1299–1319  |
| Magnus Eriksson                                           | 1319–1355  |
| Hákun VI. Magnusson                                       | 1355–1380  |

## Union Dänemark-Norwegen
- Ólavur IV. Hákunarson auch Olav III. von Dänemark, 1380–1387

## Kalmarer Union(Dänemark-Norwegen-Schweden)
- Margreta Valdimarsdóttir, 1388–1412

### Dynastie derGreifen
- Eirikur III. (Erikur av Pommern) Erich der Pommer, 1389–1442

### Dynastie derWittelsbacher
- Kristoffur av Bayern von Bayern, 1442–1448

### Dynastie derBonde
- Karl I. Knútsson Bóndi

## Union Dänemark-Norwegen

### Dynastie derOldenburger
| Name           | Herrschaft |
| -------------- | ---------- |
| Kristjan I.    | 1450–1481  |
| Hans I.        | 1481–1513  |
| Kristjan II.   | 1513–1523  |
| Fríðrikur I.   | 1523–1533  |
| Kristjan III.  | 1534–1559  |
| Fríðrikur II.  | 1559–1588  |
| Kristjan IV.   | 1588–1648  |
| Fríðrikur III. | 1648–1670  |
| Kristjan V.    | 1670–1699  |
| Fríðrikur IV.  | 1699–1730  |
| Kristjan VI.   | 1730–1746  |
| Fríðrikur V.   | 1746–1766  |
| Kristjan VII.  | 1766–1808  |
| Fríðrikur VI.  | 1808–1814  |

## Königreich Dänemark

### Dynastie derOldenburger
| Name           | Herrschaft |
| -------------- | ---------- |
| Fríðrikur VI.  | 1814–1839  |
| Kristjan VIII. | 1839–1848  |
| Fríðrikur VII. | 1848–1863  |

### Dynastie derSchleswig-Holstein-Sonderburg-Glücksburger
| Name            | Herrschaft |
| --------------- | ---------- |
| Kristjan IX.    | 1863–1906  |
| Fríðrikur VIII. | 1906–1912  |
| Kristjan X.     | 1912–1947  |
| Fríðrikur IX.   | 1947–1972  |
| Margreta II.    | 1972–2024  |
| Fríðrikur X.    | seit 2024  |